# 小国町立北里小学校

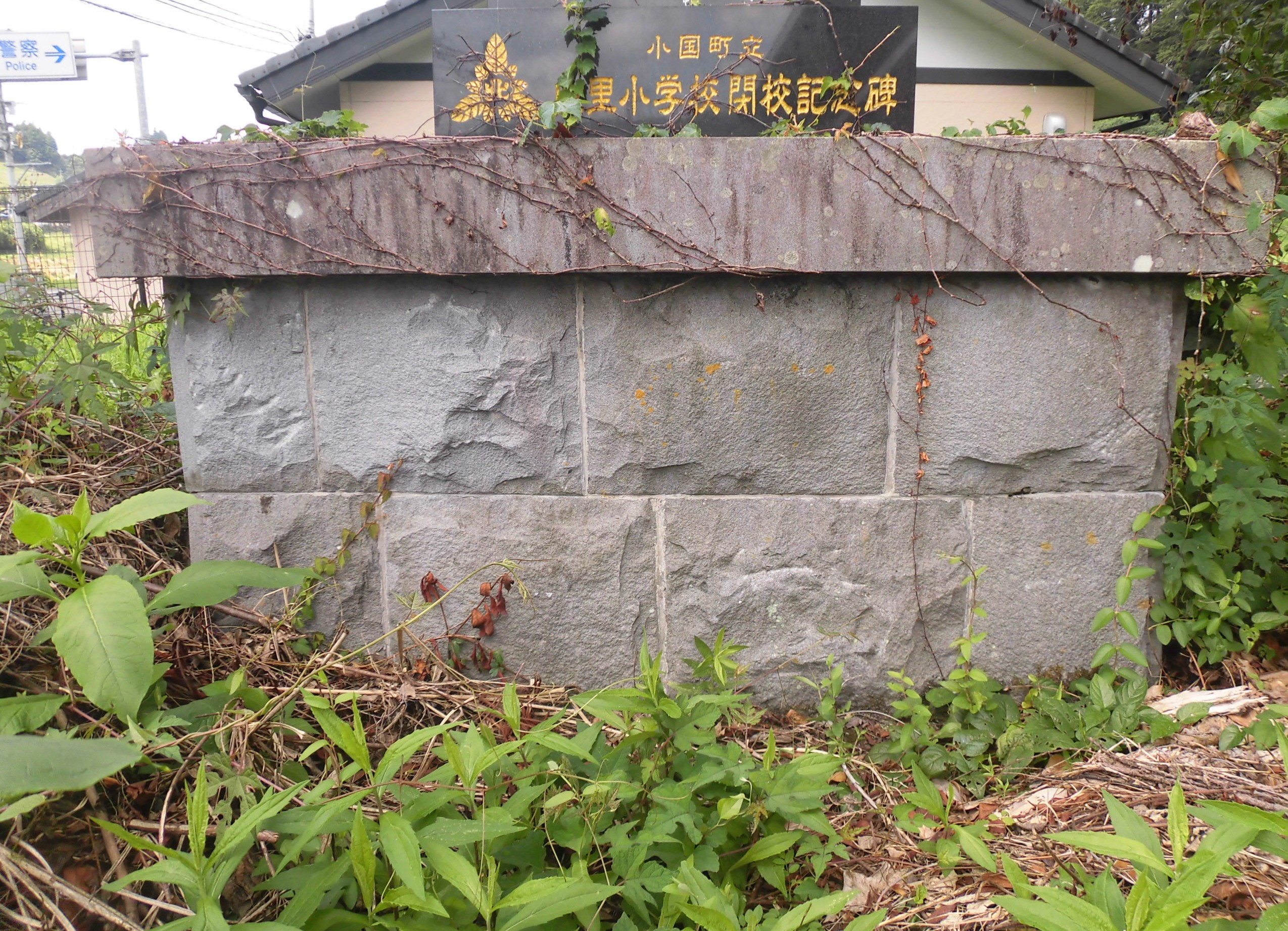
閉校記念碑

小国町立北里小学校（おぐにちょうりつ きたざとしょうがっこう）は、かつて熊本県阿蘇郡小国町北里にあった公立の小学校。小国町の中央部に位置していた。
2009年（平成21年）3月末をもって閉校し、小国町立小国小学校に統合された。

## 概要
歴史
1874年（明治7年）創立。2009年（平成21年）に小国町内の小学校6校の統合により閉校し、135年の歴史に幕を下ろした。
校章
中央に校名の略称「北」の文字を配している。
校歌
作詞は禿迷虘、作曲は辛島武雄による。歌詞は3番まであり、3番の歌詞中に校名の「北里」が登場する。

## 沿革
- 1874年（明治7年）2月1日 - 大字北里3198番地（私立小国学校跡）に「北里小学校」が創立[1]。
- 1884年（明治17年）1月 - 奴留湯に移転。
- 1886年（明治19年）- 小学校令施行により、尋常科（4年制）を設置の上、「尋常北里小学校」に改称。
- 1887年（明治20年）- 西里小学校を統合の上、分教場とする。
- 1889年（明治22年）4月1日 - 町村制施行により、阿蘇郡6村（黒淵・宮原・上田・下城・西里・北里）が合併の上、「北小国村」が発足。
- 1892年（明治25年）- 「北里尋常小学校」に改称。
- 実施年月日不詳 - 西里分教場が分離の上、西里尋常小学校として独立。
- 1903年（明治36年）6月6日 - 最終所在地に移転。
- 1908年（明治41年）4月 - 改正小学校令により、尋常科（義務教育年限年限）が4年制から6年制に改められる。尋常科5年を新設。
- 1909年（明治42年）4月 - 尋常科6年を新設。
- 1921年（大正10年）- 農業補習学校を併置。
- 1922年（大正11年）5月 - 高等科を併置の上、「北里尋常高等小学校」に改称。
- 1923年（大正12年）3月 - 西里尋常小学校・岳の湯尋常小学校の2校を統合の上、それぞれ西里分教場・岳の湯分教場とする。
- 1934年（昭和9年）
  - 2月 - 火災により、校舎を焼失。
  - 11月 - 木造新校舎が完成（復旧）。
- 1935年（昭和10年）4月1日 - 北小国村が町制施行により、「小国町」となる。
- 1941年（昭和16年）4月1日 - 国民学校令施行により、「小国町北里国民学校」と改称。尋常科を初等科に改める。
- 1947年（昭和22年）- 学制改革が行われる（六・三制の実施）
  - 4月1日 - 国民学校初等科が、新制小学校「小国町立北里小学校」（最終名）に改組・改称。
  - 4月 - 国民学校高等科は青年学校普通科とともに、新制中学校「小国町立北里中学校」に改組・改称。小学校に併設される。
- 1948年（昭和23年）9月 - 西里分校が分離の上、小国町立西里小学校として独立。
- 1953年（昭和28年）3月31日 - 併設の北里中学校が、小国町立小国中学校への統合により閉校。
- 1962年（昭和37年）10月 - プールが完成。
- 1964年（昭和39年）1月 - 体育館（講堂）が完成。
- 1972年（昭和47年）4月1日 - 岳の湯分校を廃止[2][3]。
- 1978年（昭和48年）10月 - 新校舎が完成。
- 1995年（平成7年）6月 - 新プールが完成。
- 2003年（平成15年）5月 - 新体育館が完成。
- 2009年（平成21年）
  - 3月1日 - 閉校式を挙行。
  - 3月31日 - 小国町立小学校6校（宮原・蓬莱・万成・下城・北里・西里）の統合により閉校[1]。
    - 跡地は「小国町子育て支援拠点 カンガルーのぽっけ」として利用されている。

## 交通アクセス
最寄りの幹線道路
- 国道387号
- 熊本県道318号北里宮原線

## 周辺
- 北里保育園
- 小国警察署北里警察官駐在所
- 北里郵便局
- 須永博士美術館
- 北里柴三郎記念館
- 学びやの里／木魂館キャンプ場
- 北里駅跡（日本国有鉄道（国鉄）宮原線）- 1984年（昭和59年）12月1日廃止